# Alejandro Pozo
Alejandro Pozo Pozo (Huévar del Aljarafe, provincia de Sevilla, 22 de febrero de 1999) es un futbolista español que juega como defensa y como centrocampista. Su equipo es el Jagiellonia Białystok de la Ekstraklasa de Polonia, donde está cedido por la U. D. Almería.

## Trayectoria
Es un jugador formado en la cantera del Sevilla F. C., donde empezó jugando como extremo para ir retrasando su posición poco a poco. Fue titular en el División de Honor Juvenil en su primer año en la categoría y además, en 2017, sería internacional con la selección sub-19 dirigida por Luis de la Fuente.
Tras su paso por el juvenil A, llegó al Sevilla Atlético, donde debutó en la Segunda División en agosto de 2016, con apenas 17 años 5 meses y 28 días, convirtiéndose en el jugador español más joven en debutar en dicha categoría.
En abril de 2017 fue nominado al Golden Boy 2017, premio que entrega el diario italiano Tuttosport al mejor joven sub-21 europeo del año. En noviembre de ese mismo año fue elegido entre los cien mejores jugadores jóvenes del mundo, quedando en el puesto 51.
Ante el interés ofrecido por Real Madrid y F. C. Barcelona, el Sevilla le renovó ofreciéndole el mismo salario que a los jugadores del filial sevillista e hizo la pretemporada con el primer equipo. A pesar de ello, nunca llegó a debutar y jugó con el filial. Solo a final de temporada fue convocado un partido y ya con Joaquín Caparrós como entrenador.
El 20 de agosto de 2018 el Granada C. F. hizo oficial su incorporación como cedido durante una temporada. En noviembre de ese mismo año debutó con la selección española sub-21 en un encuentro contra Dinamarca.
En la temporada 2019-20 Julen Lopetegui decidió que formara parte de la plantilla para esa temporada, debutando el 19 de septiembre de 2019 en partido correspondiente a la Liga Europa de la UEFA.
El 16 de enero de 2020 fue cedido al R. C. D. Mallorca, hasta final de temporada, debutando contra el Valencia C. F. a los tres días de su llegada al club balear.
El 5 de octubre de ese mismo año fue nuevamente cedido, firmando por la S. D. Eibar por una temporada. El curso siguiente fue la U. D. Almería quien logró su cesión con una opción de compra incluida. Esta fue ejercida tras lograr el ascenso a la Primera División y firmó un contrato hasta junio de 2027.
El 15 de julio de 2025, después de cuatro años en Almería en los que disputó 130 partidos, fue cedido al Jagiellonia Białystok polaco.

## Selección nacional
Ha jugado en la selección española sub-16, sub-19 y sub-21.
El 8 de junio de 2021 debutó con la absoluta en un amistoso ante Lituania que ganaron por 4-0.

## Estadísticas

### Clubes
Actualizado al último partido disputado el 11 de junio de 2025.
| Club                                                                                  | Div.          | Temporada     | Liga  | Liga  | Copas nacionales(1) | Copas nacionales(1) | Copas internacionales(2) | Copas internacionales(2) | Total | Total |
| Club                                                                                  | Div.          | Temporada     | Part. | Goles | Part.               | Goles               | Part.                    | Goles                    | Part. | Goles |
| ------------------------------------------------------------------------------------- | ------------- | ------------- | ----- | ----- | ------------------- | ------------------- | ------------------------ | ------------------------ | ----- | ----- |
| Sevilla Atlético · España                                                             | 2.ª           | 2016-17       | 34    | 3     | —                   | —                   | —                        | —                        | 34    | 3     |
| Sevilla Atlético · España                                                             | 2.ª           | 2017-18       | 36    | 2     | —                   | —                   | —                        | —                        | 36    | 2     |
| Sevilla Atlético · España                                                             | Total club    | Total club    | 70    | 5     | 0                   | 0                   | 0                        | 0                        | 70    | 5     |
| Granada C. F. · España                                                                | 2.ª           | 2018-19       | 30    | 4     | 1                   | 0                   | —                        | —                        | 31    | 4     |
| Granada C. F. · España                                                                | Total club    | Total club    | 30    | 4     | 1                   | 0                   | 0                        | 0                        | 31    | 4     |
| Sevilla F. C. · España                                                                | 1.ª           | 2019-20       | 3     | 0     | 1                   | 0                   | 6                        | 0                        | 10    | 0     |
| Sevilla F. C. · España                                                                | Total club    | Total club    | 3     | 0     | 1                   | 0                   | 6                        | 0                        | 10    | 0     |
| R. C. D. Mallorca · España                                                            | 1.ª           | 2019-20       | 19    | 1     | 1                   | 0                   | —                        | —                        | 20    | 1     |
| R. C. D. Mallorca · España                                                            | Total club    | Total club    | 19    | 1     | 1                   | 0                   | 0                        | 0                        | 20    | 1     |
| S. D. Eibar · España                                                                  | 1.ª           | 2020-21       | 30    | 0     | 2                   | 0                   | —                        | —                        | 32    | 0     |
| S. D. Eibar · España                                                                  | Total club    | Total club    | 30    | 0     | 2                   | 0                   | 0                        | 0                        | 32    | 0     |
| U. D. Almería · España                                                                | 2.ª           | 2021-22       | 39    | 3     | 1                   | 0                   | —                        | —                        | 40    | 3     |
| U. D. Almería · España                                                                | 1.ª           | 2022-23       | 30    | 0     | 1                   | 0                   | —                        | —                        | 31    | 0     |
| U. D. Almería · España                                                                | 1.ª           | 2023-24       | 21    | 0     | 2                   | 0                   | —                        | —                        | 23    | 0     |
| U. D. Almería · España                                                                | 2.ª           | 2024-25       | 32    | 2     | 4                   | 0                   | —                        | —                        | 36    | 2     |
| U. D. Almería · España                                                                | Total club    | Total club    | 123   | 5     | 7                   | 0                   | 0                        | 0                        | 130   | 5     |
| Jagiellonia Białystok · Polonia                                                       | 1.ª           | 2025-26       | 0     | 0     | 0                   | 0                   | 0                        | 0                        | 0     | 0     |
| Jagiellonia Białystok · Polonia                                                       | Total club    | Total club    | 0     | 0     | 0                   | 0                   | 0                        | 0                        | 0     | 0     |
| Total carrera                                                                         | Total carrera | Total carrera | 275   | 15    | 12                  | 0                   | 6                        | 0                        | 293   | 15    |
| (1) Incluye datos de la Copa del Rey. (2) Incluye datos de la Liga Europa de la UEFA. |               |               |       |       |                     |                     |                          |                          |       |       |

### Selección nacional
A último partido jugado el 14 de noviembre de 2021.
| Nivel    | Periodo   | Partidos | Goles | Asistencias |
| -------- | --------- | -------- | ----- | ----------- |
| Sub-16   | 2016-2018 | 4        | 0     | 0           |
| Sub-19   | 2016-2018 | 13       | 1     | 2           |
| Sub-21   | 2018-     | 9        | 0     | 0           |
| Absoluta | 2021-     | 1        | 0     | 0           |

## Palmarés

### Títulos internacionales
| Título                 | Club          | Sede     | Año     |
| ---------------------- | ------------- | -------- | ------- |
| Liga Europa de la UEFA | Sevilla F. C. | Alemania | 2019-20 |

### Distinciones individuales
| Distinción                                | Año     |
| ----------------------------------------- | ------- |
| Miembro del Once de Plata de Fútbol Draft | 2019-20 |